# Pałac Potockich w Brodach
Pałac Potockich w Brodach – w połowie XVIII wieku drewniany obszerny dom Potoccy herbu Pilawa  zastąpili skromnym, murowanym rokokowym pałacem zbudowanym na planie prostokąta. Budowla składa się z korpusu środkowego, ozdobionego przez całą wysokość pilastrami, oraz wysuniętych przed jego czoło bocznych skrzydeł. W 1755 r. w pałacu odbyło się wesele Teofili Potockiej, córki Stanisława Potockiego, która wyszła za mąż za Fryderyka Moszyńskiego. Ich związek, z którego pochodził syn Jan Nepomucen Moszyński (ur. po 1755), zakończył się rozwodem w 1764 r. W 1833 nowym właścicielem został Jan Kazimierz Młodecki (zm. 1854), w którego rodzinie pałac pozostał aż do 1939. Pałac został zdewastowany przez Rosjan w 1915 r. i spalony przez wojska Budionnego w 1920 r. Potem odbudowany przez ostatnią właścicielkę Jadwigę z Młodeckich Gorayską. Ponownie zniszczony w 1939 r., po wojnie wraz z całą cytadelą był zajmowany przez wojsko.